# Постнатальная депрессия
Послеродова́я (постната́льная) депре́ссия (также называемая перинатальной депрессией) — форма депрессивного расстройства, развивающаяся во время беременности и в первое время после родов. Является наиболее распространённым осложнением, связанным с родами. Симптомы могут включать в себя эмоциональные и поведенческие изменения (отчаяние, грусть, снижение либидо, приступы плача, тревогу, раздражительность, чувство изоляции, мысли о причинении вреда себе или самоубийстве, мысли о причинении вреда младенцу), а также иные симптомы (тошноту, изменения в режиме сна и питания).

## Эпидемиология
Приблизительно каждая четвёртая женщина в мире страдает этим расстройством. Распространённость постнатальной депрессии выше в странах с низким и средним уровнем дохода. А также выше у женщин, переживших насилие со стороны сексуального партнёра, и у тех матерей, у которых ранее в анамнезе были психические расстройства. По оценкам на 2024 год, послеродовая депрессия затрагивает почти пятую часть беременностей в мире. Вероятность возникновения депрессивных эпизодов после рождения ребёнка может быть в два раза выше, чем в другие периоды жизни женщины.
Недиагностированность послеродовой депрессии оценивается как очень высокая: более 50% женщин с этим расстройством, по оценкам исследователей, не получают диагноза. Расстройство возникает не только у матерей, но и у отцов: 8-26% отцов сообщают о депрессивных симптомах и 2-18% о симптомах тревоги — в первый год отцовства; 22% сообщают о симптомах тревоги и депрессии одновременно в первый год после родов, и 13% продолжают испытывают эти коморбидные симптомы и во второй год после родов. Предположительно, материнская послеродовая депрессия может быть фактором риска отцовской послеродовой депрессии, однако на 2024 год мало что известно о «двойной родительской депрессии» («dual parental depression»), когда оба родителя одновременно страдают от постнатальной депрессии.
У тех же матерей, у кого расстройство диагностировано, значительно распространена недолеченность, которую связывают как с постыдностью депрессии, в представлении многих женщин, проходящей в тот период, который «должен» быть радостным, так и со стигмой по отношению к психиатрической помощи. А те, кто обратился за помощью, часто не решаются принимать психотропные препараты во время кормления грудью, несмотря на значительные доказательства относительной безопасности этих препаратов.

## Этиология
Перинатальная депрессия — это гетерогенное заболевание со сложной и многофакторной этиологией, она возникает в результате сложного взаимодействия генетических, эпигенетических факторов, факторов окружающей среды и нейроэндокринного фактора (гипоталамо-гипофизарно-надпочечниковой оси.

## Факторы риска
Перинатальная депрессия имеет более сильную связь с факторами риска депрессии в общей популяции, чем с факторами, связанными с беременностью. На формирование расстройства влияет множество факторов: психические расстройства в анамнезе, социальные факторы (низкий уровень образования матери, низкий экономический статус семьи, домашнее насилие в семье), поведенческие (курение или употребление алкоголя во время беременности), а также многоплодная беременность. Значительным фактором риска являются психические расстройства в семейном анамнезе: риск развития послеродовой депрессии выше почти в 2 раза (1,79) у матерей с психическими расстройствами в семейном анамнезе по сравнению с матерями без таких расстройств в семейном анамнезе. Аффективные расстройства, связанные с менструацией (предменструальное дисфорическое расстройство и предменструальный синдром), также повышают риск возникновения постнатальной депрессии. Также значимым фактором выступает восприятие матерями того чувства, что они получают недостаточную социальную поддержку (от членов семьи, друзей, и других членов общества, включая медицинских работников).
Обсуждается также гипотеза о том, что перинатальная депрессия вызвана более сложным сочетанием факторов: комбинацией множества генетических и средовых факторов (вместе с этим не найдено различий в геноме женщин с послеродовой депрессией, и женщин, у которых развилась депрессия не в послеродовой период). По данным на 2023 год не выявлено связи между аутоиммунными заболеваниями, связанными с щитовидной железой, и дисфункцией работы щитовидной железы во время беременности — с перинатальной депрессией (ПНД), однако исследователи не исключают того, что у некоторых подгрупп женщин с этими заболеваниями может быть повышенный риск развития ПНД.
Однако степень доказанности различных обсуждаемых факторов риска остаётся во многих случаях низкой или очень низкой, и ни одну ассоциацию между исследуемыми факторами риска и постнатальной депрессией нельзя назвать убедительной. Наиболее надёжно доказанными являются следующие факторы риска: предменструальный синдром, пережитое насилие, и нежелательная беременность. В случае пережитого насилия речь идёт не только о насилии, инициированным сексуальным партнёром, и даже не только о любом домашнем насилии пережитом матерью в семье, но о насилии различных типов: физическом, сексуальном и психологическом насилии над детьми и взрослыми, которое есть в жизненном опыте матери.

## Диагностика
По МКБ-10
Симптоматика послеродовой депрессии соответствует диагностическим указаниям клинической депрессии. Основной отличительный критерий — развитие депрессии в послеродовом периоде. Согласно диагностическим критериям МКБ-10, диагноз постнатальной депрессии устанавливается, если депрессивный синдром, соответствующий критериям депрессивного расстройства, развился в течение 6 недель после родов.
По МКБ-11
Отличие от предыдущей редакции состоит в том, что теперь учитывается не только послеродовой период, но и весь период беременности тоже (послеродовой срок в 6 недель при этом сохраняется в новой редакции). Также разделяется состояние с лёгкими и преходящими симптомами (т. н. послеродовая грусть) и состояние, соответствующее диагностическим критериям депрессивного эпизода (перинатальная депрессия). Также разделяется перинатальная депрессия и послеродовой психоз, в последнем помимо аффективных симптомов (депрессивных или маниакальных) должны быть бред, галлюцинации или другие психотические симптомы.
По DSM-IV-TR
В отличие от диагностических критериев МКБ-10, DSM ограничивает послеродовой период, в течение которого определяется диагноз постнатальной депрессии, одним месяцем.
По DSM-V-TR
Диагноз ставится, если аффективная симптоматика проявилась во время беременности или в течение 4 недель после родов. Аналогично с МКБ-11, в этой классификации послеродовая хандра не считается психическим расстройством, она считается временным состоянием без необходимости лечения..

## Лечение и профилактика
Вмешательства (психосоциальные, гормональные, фармакологические), направленные на профилактику постнатальной депрессии, эффективно снижают уровень депрессивных симптомов и уменьшают риск развития депрессивных эпизодов. Однако степень эффективности различных вмешательств оценивается критически: упражнения/физическая активность и психологические вмешательства оказывают небольшое или среднее влияние на снижение симптомов, а диетические добавки и фармакологические вмешательства оцениваются как меры, имеющие недостаточно доказательств о их эффективности для профилактики перинатальной депрессии.
Лечение послеродовой депрессии включает в себя как психосоциальные (равное консультирование и совместное воспитание ребёнка) и психологические вмешательства (среди которых когнитивно-поведенческая терапия и интерперсональная психотерапия оцениваются как одни из самых эффективных лечебных вмешательств), так и фармакотерапию и изменения в образе жизни (физические упражнения и диета)..
Психологические вмешательства (ПВ), вне зависимости от направления терапии, эффективны, однако остаётся проблемным качество исследований: между исследованиями наблюдается высокий уровень гетерогенности, низкое качество многих исследований, и публикационная предвзятость. Длительность влияния эффекта ПВ — 6-12 месяцев. Предполагается положительное влияние на тревогу, функциональные нарушения, а также на родительский стресс, социальную поддержку, и супружеский стресс.
Вмешательства, связанные с образом жизни, стоит оценивать как дополнительные, не исключающие психотерапию и лекарства. Оптимальная физическая нагрузка, по оценкам исследователей, это более 150 минут в день аэробных упражнений умеренной интенсивности. Эффект от таких физических упражнений был выявлен как небольшой или умеренный для симптомов депрессии средней и тяжёлой степени, и небольшой для симптомов депрессии лёгкой и умеренной степени. Необходимость здорового питания безусловно важна в момент лечения, но пока отсутствуют высококачественные исследования, строго указывающие на эффективность тех или иных диет и добавок.
Основным направлением в фармакологическом лечении является назначение антидепрессантов. Но если имеется недостаточный ответ на монотерапию антидепрессантами, тогда дополнительно назначаются лекарства из других классов препаратов. На 2024 год в процессе разработки и внедрения находятся брексанолон и его пероральный аналог зуранолон. Наконец, в случае очень тяжёлой постнатальной депрессии, или в случае, когда различные виды психотерапии и лекарств не привели к ремиссии, используются такие меры как неинвазивная нейростимуляция и электросудорожная терапия.

## Влияние на детей
В перинатальной депрессии важно различать пренатальную депрессию и постнатальную депрессию в их влиянии на ребёнка. В то время как пренатальная депрессия имеет сильную значимую статистическую связь с задержкой когнитивного, языкового и моторного развития у младенцев и детей ясельного возраста, для постнатальной депрессии такая связь была показана как статистически незначимая.
Выявлена связь между перинатальной депрессией (ПНД) и кардиометаболическим риском у детей, показанная как в пренатальном, так и в постнатальном периоде. Изучается связь между ПНД и структурными и функциональными изменениями в детском мозге, в частности поднимается вопрос половых различий в этих изменениях. Исследователи также связывают ПНД со значительным (47%) риском развития деструктивных расстройств личности (вызывающего оппозиционного расстройства и диссоциального поведенческого расстройства) у детей и подростков.